# Eleccions legislatives islandeses de 2003
Les eleccions legislatives islandeses de 2003 es van dur a terme el 10 de maig d'aquest any per a escollirr als membres de l'Alþingi. Amb un 33,7% dels vots, els resultats van atorgar per un estret marge la victòria al Partit de la Independència del primer ministre d'Islàndia Davíð Oddsson. Nogensmenys la coalició entre el Partit de la Independència i el Partit Progressista que mantenia Oddson en el govern continuaria fins a 2007, encara que en l'interval el succeirien altres primers ministres. Dels 211.304 votants registrats, van participar 185.392, al voltant de 87,7%. De tots els vots, 2.220, o aproximadament l'1,2%, van ser nuls.

## Resultats
| Partits                     | Partits                                                      | Vots    | %     | +/−  | Escons  | +/− |
| --------------------------- | ------------------------------------------------------------ | ------- | ----- | ---- | ------- | --- |
|                             | Partit de la Independència (Sjálfstæðisflokkurinn)           | 61,701  | 33.7  | -7.0 | 22 / 63 | 4   |
|                             | Aliança Socialdemòcrata (Samfylkingin)                       | 56,700  | 31.0  | +4.2 | 20 / 63 | 3   |
|                             | Partit Progressista (Framsóknarflokkurinn)                   | 32,484  | 17.7  | -0.7 | 12 / 63 | =   |
|                             | Moviment d'Esquerra-Verd (Vinstrihreyfingin – grænt framboð) | 16,129  | 8,8   | -0.3 | 5 / 63  | 1   |
|                             | Partit Liberal (Frjálslyndi flokkurinn)                      | 13,523  | 7.4   | +3.2 | 4 / 63  | 2   |
|                             | Nova Força (Nýtt afl)                                        | 1,791   | 1.0   |      | 0 / 63  | Nou |
|                             | Moviment Independent a la Constituència Sud                  | 844     | 0.4   |      | 0 / 63  | Nou |
| Total (participació: 87,5%) | Total (participació: 87,5%)                                  | 183,172 | 100.0 | -    | 63      | —   |
| Font: Ríkisútvarpið         |                                                              |         |       |      |         |     |